# Lisa Kenna
Lisa S. Dougherty Kenna (Peoria, Illinois; 19 de agosto de 1965) es una abogada y diplomática estadounidense. Desde el 15 de junio de 2017 al 18 de noviembre de 2020 fue la Secretaria Ejecutiva del Departamento de Estado de los Estados Unidos bajo la administración del presidente Donald Trump.

## Biografía
Kenna nació en Peoria, estado de Illinois el 19 de agosto de 1965. Es la hija del coronel de la Fuerza Aérea Andrew Joseph Dougherty (14 de octubre de 1929 - 19 de julio de 1997) y Marjorie Marie (Schrader) Dougherty (fallecida el 16 de enero de 2015). Kenna estudió en Middlebury College y en la Facultad de Derecho de la Universidad de Connecticut antes de unirse al Servicio Exterior.
Lisa Kenna estaba casada con Roger T. Kenna (29 de julio de 1966 - 4 de marzo de 2009).

## En la Administración Trump

### Participación en la controversia Trump-Ucrania
El 1 de octubre de 2019, American Oversight, un grupo de activistas estadounidenses, emitió una demanda contra la Ley de Libertad de Información contra el Departamento de Estado de los Estados Unidos. Kenna fue nombrada, junto con otros funcionarios, en relación con la controversia Trump-Ucrania. La demanda solicitó comunicaciones de varios tipos entre los funcionarios nombrados y los abogados Rudy Giuliani, Victoria Toensing y Joseph diGenova, junto con comunicaciones sobre funcionarios de Ucrania y comunicaciones sobre Marie Yovanovitch, quien fue la embajadora en Ucrania hasta que fue retirada a principios de mayo. En la misma semana, los comités de Inteligencia, Asuntos Exteriores y Supervisión y Reforma emitieron mensajes de texto del exrepresentante Especial para Ucrania, Kurt Volker, en una declaración conjunta. En la declaración había una conversación entre el embajador en funciones en Ucrania, Bill Taylor, y el embajador en la Unión Europea, Gordon Sondland, sobre la retención de la ayuda a Ucrania. Sondland redirigió a Taylor a Kenna por las preocupaciones que Taylor tenía con respecto a la retención.

### Nominación de embajador
El 1 de mayo de 2020, el presidente Donald Trump anunció su intención de nominar a Kenna como el próximo embajador de Estados Unidos en el Perú. El 6 de mayo de 2020, su nominación fue enviada al Senado. Su nominación se encuentra actualmente pendiente ante el Comité de Relaciones Exteriores del Senado de los Estados Unidos. El 23 de julio de 2020, Kenna compareció ante el comité para una audiencia de nominación.